# HC Spartak Moscú

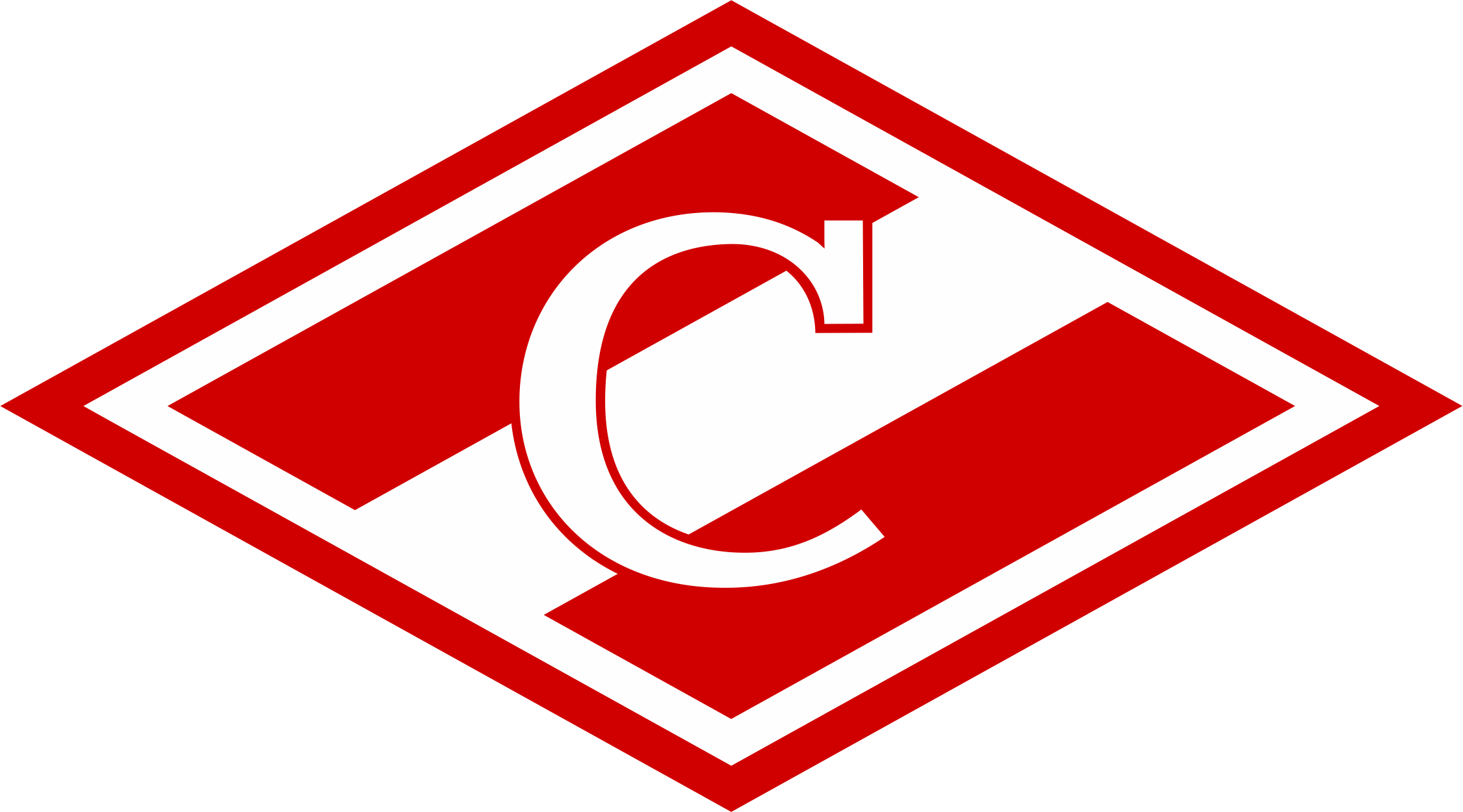
Logo del equipo HC Spartak Moscu en 2015.

El HC Spartak Moscú (del ruso: ХК Спартак Москва) es un club profesional de hockey sobre hielo con sede en Moscú, Rusia. Juegan en la división Bobrov de la Kontinental Hockey League. Sin embargo, el equipo no participó en la liga KHL de la temporada 2014-15 debido a problemas financieros, pero volvió a la liga antes de la temporada 2015-16 como miembros de la División Bobrov.
El equipo forma una de las secciones del club deportivo Spartak Moscú, y se estableció en 1946. Han ganado cuatro veces el campeonato soviético y también han tenido éxito a nivel europeo en la Copa Spengler, que han ganado cinco veces.

## Palmarés
Liga soviética (4): 1962, 1967, 1969, 1976

 Copa soviética (2): 1970, 1971

 Vysshaya Liga (1): 2001

 Copa Spengler (5): 1980, 1981, 1985, 1989, 1990

 Copa Ahearne (3): 1971, 1972, 1973